# Granö, Ingå
Granö är en ö i Finland. Den ligger i Finska viken och i kommunen Ingå i den ekonomiska regionen  Raseborg i landskapet Nyland, i den södra delen av landet. Ön ligger omkring 60 kilometer väster om Helsingfors.
Öns area är 26,3 hektar och dess största längd är 1 kilometer i öst-västlig riktning.